# Olympische Sommerspiele 1968/Teilnehmer (Australien)
| Gelbes Symbol für Goldmedaillen mit stilisierten Olympischen Ringen | Graues Symbol für Silbermedaillen mit stilisierten Olympischen Ringen | Braundes Symbol für Bronzemedaillen mit stilisierten Olympischen Ringen |
| ------------------------------------------------------------------- | --------------------------------------------------------------------- | ----------------------------------------------------------------------- |
| 5                                                                   | 7                                                                     | 5                                                                       |

Australien nahm an den Olympischen Sommerspielen 1968 in Mexiko-Stadt, Mexiko, mit einer Delegation von 128 Sportlern (104 Männer und 24 Frauen) teil.

## Medaillengewinner

### Gold
| Name               | Sportart       | Wettkampf                       |
| ------------------ | -------------- | ------------------------------- |
| Ralph Doubell      | Leichtathletik | 800 Meter                       |
| Maureen Caird      | Leichtathletik | Frauen, 80 Meter Hürden         |
| Michael Wenden     | Schwimmen      | 100 und 200 Meter Freistil      |
| Lynette McClements | Schwimmen      | Frauen, 100 Meter Schmetterling |

### Silber
| Name/n | Sportart       | Wettkampf                   |
| --- | -------------- | --------------------------- |
| Arthur Busch Paul Dearing Raymond Evans Brian Glencross Robert Haigh Donald Martin James Mason Donald McWatters Patrick Nilan Eric Pearce Gordon Pearce Julian Pearce Desmond Piper Fred Quine Ronald Riley Donald Smart | Hockey         | Herrenwettkampf             |
| Peter Norman | Leichtathletik | 200 Meter                   |
| Raelene Boyle | Leichtathletik | Frauen, 200 Meter           |
| Pam Kilborn | Leichtathletik | Frauen, 80 Meter Hürden     |
| Alfred Duval David Douglas Michael Morgan John Ranch Joseph Fazio Gary Pearce Peter Dickson Robert Shirlaw Alan Grover                                                                                                   | Rudern         | Achter                      |
| Greg Rogers Graham White Robert Windle Michael Wenden | Schwimmen      | 4 × 200 Meter Freistil      |
| Lynne Watson Judy Playfair Lynette McClements Janet Steinbeck | Schwimmen      | Frauen, 4 × 100 Meter Lagen |

### Bronze
| Name/n                                              | Sportart       | Wettkampf                  |
| --------------------------------------------------- | -------------- | -------------------------- |
| Jennifer Lamy                                       | Leichtathletik | Frauen, 200 Meter          |
| Brian Cobcroft Wayne Roycroft Bill Roycroft         | Reiten         | Vielseitigkeit, Mannschaft |
| Gregory Brough                                      | Schwimmen      | 1500 Meter Freistil        |
| Greg Rogers Robert Cusack Bob Windle Michael Wenden | Schwimmen      | 4 × 100 Meter Freistil     |
| Karen Moras                                         | Schwimmen      | Frauen, 400 Meter Freistil |

## Teilnehmer nach Sportarten

### Boxen
- Joseph Donovan
Halbfliegengewicht: 5. Platz

- Robert Carney
Fliegengewicht: 17. Platz

- John Rakowski
Bantamgewicht: 19. Platz

- Raymond Maguire
Halbweltergewicht: 17. Platz

### Fechten
- Russell Hobby
Florett, Einzel: 17. Platz
Degen, Einzel: Vorrunde
Degen, Mannschaft: Vorrunde

- Graeme Jennings
Florett, Einzel: Viertelfinale
Degen, Einzel: Vorrunde
Degen, Mannschaft: Vorrunde

- Bill Ronald
Florett, Einzel: Vorrunde
Degen, Einzel: Vorrunde
Degen, Mannschaft: Vorrunde

- Peter Macken
Degen, Mannschaft: Vorrunde

- Duncan Page
Degen, Mannschaft: Vorrunde

### Gewichtheben
- Neville Pery
Halbschwergewicht: Wettkampf nicht beendet

- Ray Rigby
Schwergewicht: Wettkampf nicht beendet

### Hockey
- Herrenteam
Silber

- Kader
Paul Dearing
James Mason
Brian Glencross
Gordon Pearce
Julian Pearce
Robert Haigh
Donald Martin
Raymond Evans
Ronald Riley
Patrick Nilan
Donald Smart
Desmond Piper
Eric Pearce
Frederick Quine

### Kanu
- Adrian Powell
Einer-Kajak, 1000 Meter: Halbfinale
Zweier-Kajak, 1000 Meter: Halbfinale

- John Southwood
Zweier-Kajak, 1000 Meter: Halbfinale

- Phillip Coles
Vierer-Kajak, 1000 Meter: Halbfinale

- Dennis Green
Vierer-Kajak, 1000 Meter: Halbfinale

- Gordon Jeffery
Vierer-Kajak, 1000 Meter: Halbfinale

- Barry Stuart
Vierer-Kajak, 1000 Meter: Halbfinale

### Leichtathletik
- Greg Lewis
100 Meter: Vorläufe
200 Meter: Halbfinale

- Peter Norman
200 Meter: Silber

- Ralph Doubell
800 Meter: Gold

- Peter Watson
1500 Meter: Vorläufe

- Ron Clarke
5000 Meter: 5. Platz
10.000 Meter: 6. Platz

- Derek Clayton
Marathon: 7. Platz

- John Farrington
Marathon: 43. Platz

- Gary Knoke
110 Meter Hürden: Vorläufe
400 Meter Hürden: Vorläufe

- Kerry O’Brien
3000 Meter Hindernis: 4. Platz

- Frank Clark
20 Kilometer Gehen: 16. Platz
50 Kilometer Gehen: 12. Platz

- Bob Gardiner
50 Kilometer Gehen: 19. Platz

- Lawrie Peckham
Hochsprung: 8. Platz

- Tony Sneazwell
Hochsprung: 22. Platz in der Qualifikation

- Peter Boyce
Hochsprung: 26. Platz in der Qualifikation

- Allen Crawley
Weitsprung: 6. Platz

- Phil May
Dreisprung: 6. Platz

- Raelene Boyle
Frauen, 100 Meter: 4. Platz
Frauen, 200 Meter: Silber 
Frauen, 4 × 100 Meter: 5. Platz

- Dianne Burge
Frauen, 100 Meter: 6. Platz
Frauen, 200 Meter: Halbfinale
Frauen, 4 × 100 Meter: 5. Platz

- Pam Kilborn
Frauen, 100 Meter: Vorläufe
Frauen, 80 Meter Hürden: Silber

- Jennifer Lamy
Frauen, 200 Meter: Bronze 
Frauen, 4 × 100 Meter: 5. Platz

- Joyce Bennett
Frauen, 400 Meter: Vorläufe
Frauen, 4 × 100 Meter: 5. Platz

- Sandra Brown
Frauen, 400 Meter: Vorläufe

- Maureen Caird
Frauen, 80 Meter Hürden: Gold

- Jean Roberts
Frauen, Diskuswurf: 16. Platz

### Moderner Fünfkampf
- Peter Macken
Einzel: 31. Platz
Mannschaft: 12. Platz

- Duncan Page
Einzel: 39. Platz
Mannschaft: 12. Platz

- Donald McMiken
Einzel: 42. Platz
Mannschaft: 12. Platz

### Radsport
- Ronald Jonker
Straßenrennen: Rennen nicht beendet

- Peter McDermott
Straßenrennen: Rennen nicht beendet
Mannschaftszeitfahren (101,908 km): 14. Platz

- Kevin Morgan
Straßenrennen: Rennen nicht beendet
Mannschaftszeitfahren (101,908 km): 14. Platz

- Donald Wilson
Straßenrennen: Rennen nicht beendet
Mannschaftszeitfahren (101,908 km): 14. Platz

- David Watson
Mannschaftszeitfahren (101,908 km): 14. Platz

- Gordon Johnson
Sprint: 6./10 Runden
Tandem: 10. Platz

- John Nicholson
Sprint: 4./10 Runden

- Hilton Clarke
1000 Meter Zeitfahren: 14. Platz
Tandem: 10. Platz

- John Bylsma
4000 Meter Einzelverfolgung: 4. Platz

### Reiten
- Kevin Bacon
Springreiten, Einzel: 18. Platz
Springreiten, Mannschaft: 9. Platz

- John Fahey
Springreiten, Einzel: 21. Platz
Springreiten, Mannschaft: 9. Platz

- Sam Campbell
Springreiten, Einzel: 26. Platz
Springreiten, Mannschaft: 9. Platz

- Wayne Roycroft
Vielseitigkeit, Einzel: 8. Platz
Vielseitigkeit, Mannschaft: Bronze

- Brien Cobcroft
Vielseitigkeit, Einzel: 13. Platz
Vielseitigkeit, Mannschaft: Bronze

- Bill Roycroft
Vielseitigkeit, Einzel: 15. Platz
Vielseitigkeit, Mannschaft: Bronze

- James Scanlon
Vielseitigkeit, Einzel: 17. Platz
Vielseitigkeit, Mannschaft: Bronze

### Ringen
- Wesley O’Brien
Weltergewicht, griechisch-römisch: in der 2. Runde ausgeschieden
Weltergewicht, Freistil: in der 2. Runde ausgeschieden

- John Kinsela
Fliegengewicht, Freistil: in der 2. Runde ausgeschieden

- Sidney Marsh
Leichtgewicht, Freistil: in der 2. Runde ausgeschieden

### Rudern
- David Ramage
Zweier ohne Steuermann: 7. Platz

- Paul Guest
Zweier ohne Steuermann: 7. Platz

- Alfred Duval
Achter: Silber

- Michael Morgan
Achter: Silber

- Joseph Fazio
Achter: Silber

- Peter Dickson
Achter: Silber

- David Douglas
Achter: Silber

- John Ranch
Achter: Silber

- Gary Pearce
Achter: Silber

- Robert Shirlaw
Achter: Silber

- Alan Grover
Achter: Silber

### Schießen
- Alexander Taransky
Schnellfeuerpistole: 19. Platz

- Barry Downs
Freie Scheibenpistole: 35. Platz

- Donald Tolhurst
Kleinkaliber Dreistellungskampf: 28. Platz

### Schwimmen
- Michael Wenden
100 Meter Freistil: Gold 
200 Meter Freistil: Gold 
4 × 100 Meter Freistil: Bronze 
4 × 200 Meter Freistil: Silber 
4 × 100 Meter Lagen: 4. Platz

- Gregory Rogers
100 Meter Freistil: Halbfinale
400 Meter Freistil: Vorläufe
4 × 100 Meter Freistil: Bronze 
4 × 200 Meter Freistil: Silber

- Bob Windle
100 Meter Freistil: Halbfinale
200 Meter Freistil: 6. Platz
4 × 100 Meter Freistil: Bronze 
4 × 200 Meter Freistil: Silber

- Mark Anderson
200 Meter Freistil: Vorläufe

- Gregory Brough
400 Meter Freistil: 4. Platz
1500 Meter Freistil: Bronze

- Graham White
400 Meter Freistil: 5. Platz
1500 Meter Freistil: 4. Platz
4 × 200 Meter Freistil: Silber

- Robert Cusack
100 Meter Schmetterling: 8. Platz
200 Meter Schmetterling: Vorläufe
4 × 100 Meter Freistil: Bronze 
4 × 100 Meter Lagen: 4. Platz

- Karl Byrom
100 Meter Rücken: Halbfinale
200 Meter Rücken: Vorläufe
200 Meter Lagen: Vorläufe
400 Meter Lagen: Vorläufe
4 × 100 Meter Lagen: 4. Platz

- Ian O’Brien
100 Meter Brust: 6. Platz
200 Meter Brust: Vorläufe
4 × 100 Meter Lagen: 4. Platz

- Graham Dunn
100 Meter Schmetterling: Vorläufe
200 Meter Schmetterling: Vorläufe

- Lynette Bell
Frauen, 100 Meter Freistil: Halbfinale
Frauen, 200 Meter Freistil: 7. Platz
Frauen, 4 × 100 Meter Freistil: 4. Platz
Frauen, 4 × 100 Meter Lagen: Silber

- Janet Steinbeck
Frauen, 100 Meter Freistil: Halbfinale
Frauen, 200 Meter Freistil: Vorläufe
Frauen, 4 × 100 Meter Freistil: 4. Platz
Frauen, 4 × 100 Meter Lagen: Silber

- Lynne Watson
Frauen, 100 Meter Freistil: Halbfinale
Frauen, 100 Meter Rücken: 6. Platz
Frauen, 200 Meter Rücken: 4. Platz
Frauen, 4 × 100 Meter Freistil: 4. Platz
Frauen, 4 × 100 Meter Lagen: Silber

- Julie McDonald
Frauen, 200 Meter Freistil: Vorläufe
Frauen, 4 × 100 Meter Freistil: 4. Platz

- Karen Moras
Frauen, 400 Meter Freistil: Bronze 
Frauen, 800 Meter Freistil: 4. Platz

- Denise Langford
Frauen, 400 Meter Freistil: Vorläufe
Frauen, 800 Meter Freistil: 7. Platz

- Christine Deakes
Frauen, 400 Meter Freistil: Vorläufe
Frauen, 800 Meter Freistil: Vorläufe

- Jo-Anne Barnes
Frauen, 100 Meter Brust: Halbfinale
Frauen, 200 Meter Brust: Vorläufe

- Judith Playfair
Frauen, 100 Meter Brust: Halbfinale
Frauen, 200 Meter Brust: Vorläufe
Frauen, 4 × 100 Meter Lagen: Silber

- Susan Eddy
Frauen, 200 Meter Lagen: Vorläufe
Frauen, 400 Meter Lagen: Vorläufe
Frauen, 4 × 100 Meter Freistil: 4. Platz

- Dianna Rickard
Frauen, 100 Meter Rücken: Vorläufe
Frauen, 200 Meter Lagen: Vorläufe
Frauen, 400 Meter Lagen: Vorläufe

- Susan McKenzie
Frauen, 100 Meter Brust: Vorläufe
Frauen, 200 Meter Brust: Vorläufe

- Lynette McClements
Frauen, 100 Meter Schmetterling: Gold 
Frauen, 200 Meter Schmetterling: Vorläufe
Frauen, 4 × 100 Meter Lagen: Silber

- Pauline Gray
Frauen, 100 Meter Schmetterling: Vorläufe
Frauen, 200 Meter Schmetterling: Vorläufe

### Segeln
- Ronald Jenyns
Finn-Dinghi: 4. Platz

- David Forbes
Star: 6. Platz

- Richard Williamson
Star: 6. Platz

- John Cuneo
Drachen: 5. Platz

- John Ferguson
Drachen: 5. Platz

- Thomas Anderson
Drachen: 5. Platz

- Carl Ryves
Flying Dutchman: 4. Platz

- James Sargeant
Flying Dutchman: 4. Platz

- William Solomons
5,5-m-R-Klasse: 7. Platz

- Gilbert Kaufman
5,5-m-R-Klasse: 7. Platz

- James Hardy
5,5-m-R-Klasse: 7. Platz

### Turnen
- Murray Chessell
Einzelmehrkampf: 102. Platz
Boden: 96. Platz
Pferdsprung: 105. Platz
Barren: 108. Platz
Reck: 100. Platz
Ringe: 89. Platz
Seitpferd: 92. Platz

- Valerie Buffham-Norris
Frauen, Einzelwettkampf: 70. Platz
Frauen, Boden: 71. Platz
Frauen, Pferdsprung: 58. Platz
Frauen, Stufenbarren: 78. Platz
Frauen, Schwebebalken: 72. Platz

### Wasserspringen
- Donald Wagstaff
Kunstspringen: 8. Platz
Turmspringen: 15. Platz

- Robyn Bradshaw
Frauen, Kunstspringen: 15. Platz
Frauen, Turmspringen: 18. Platz